# James Justin
James Michael Justin (Luton, 23 februari 1998) is een Engels voetballer die doorgaans speelt als rechtsback. In juli 2019 verruilde hij Luton Town voor Leicester City. Justin maakte in 2022 zijn debuut in het Engels voetbalelftal.

## Clubcarrière
Justin speelde vanaf zijn zevende in de jeugd van Luton Town. Eind 2015 tekende hij zijn eerste professionele contract bij de club. Aan het einde van dat seizoen 2015/16 zou de verdediger zijn debuut maken in het eerste elftal. Vanaf de jaargang erna ging Justin een belangrijkere rol spelen in het eerste elftal van Luton. De club promoveerde in de zomer van 2018 naar de League One. In deze competitie werd het direct in het eerste jaar kampioen. Hierop vertrok Justin bij de club.
Hij verkaste voor circa 6,7 miljoen euro naar Leicester City, waar hij zijn handtekening zette onder een verbintenis voor de duur van vijf seizoenen. In februari 2022 werd dit contract opengebroken en verlengd tot medio 2026. Aan het einde van het seizoen 2022/23 degradeerde hij met Leicester uit de Premier League. Een jaar later werd hij kampioen van het Championship en keerde hij terug op het hoogste niveau.

## Clubstatistieken
| Seizoen | Club           | Competitie     | Competitie | Competitie | Beker | Beker | Internationaal | Internationaal | Totaal | Totaal |
| Seizoen | Club           | Competitie     | Wed.       | Dlp.       | Wed.  | Dlp.  | Wed.           | Dlp.           | Wed.   | Dlp.   |
| ------- | -------------- | -------------- | ---------- | ---------- | ----- | ----- | -------------- | -------------- | ------ | ------ |
| 2015/16 | Luton Town     | League Two     | 1          | 0          | 0     | 0     | —              | —              | 1      | 0      |
| 2016/17 | Luton Town     | League Two     | 31         | 1          | 8     | 0     | —              | —              | 39     | 1      |
| 2017/18 | Luton Town     | League Two     | 17         | 2          | 5     | 0     | —              | —              | 22     | 2      |
| 2018/19 | Luton Town     | League One     | 43         | 3          | 9     | 2     | —              | —              | 52     | 5      |
| 2019/20 | Leicester City | Premier League | 13         | 0          | 5     | 1     | —              | —              | 18     | 1      |
| 2020/21 | Leicester City | Premier League | 23         | 2          | 2     | 1     | 6              | 0              | 31     | 3      |
| 2021/22 | Leicester City | Premier League | 13         | 0          | 1     | 0     | 5              | 0              | 19     | 0      |
| 2022/23 | Leicester City | Premier League | 14         | 0          | 1     | 1     | —              | —              | 15     | 1      |
| 2023/24 | Leicester City | Championship   | 39         | 2          | 6     | 0     | —              | —              | 45     | 2      |
| 2024/25 | Leicester City | Premier League | 33         | 2          | 3     | 2     | —              | —              | 36     | 4      |
| Totaal  | Totaal         | Totaal         | 227        | 12         | 40    | 5     | 11             | 0              | 278    | 17     |

Bijgewerkt op 7 mei 2025.

## Interlandcarrière
Justin maakte zijn debuut in het Engels voetbalelftal op 4 juni 2022, toen met 1–0 verloren werd van Hongarije in de UEFA Nations League. Dominik Szoboszlai benutte een strafschop en zorgde hiermee voor het enige doelpunt van de wedstrijd. Justin mocht van bondscoach Gareth Southgate in de basisopstelling beginnen en hij werd in de rust naar de kant gehaald ten faveure van Bukayo Saka. De andere Engelse debutant dit duel was Jarrod Bowen (West Ham United).
| Interlands van James Justin voor Engeland | Interlands van James Justin voor Engeland | Interlands van James Justin voor Engeland | Interlands van James Justin voor Engeland | Interlands van James Justin voor Engeland | Interlands van James Justin voor Engeland | Interlands van James Justin voor Engeland |
| №                                         | Datum                                     | Wedstrijd                                 | Uitslag                                   | Competitie                                | Goals                                     |                                           |
| Als speler bij Leicester City             | Als speler bij Leicester City             | Als speler bij Leicester City             | Als speler bij Leicester City             | Als speler bij Leicester City             | Als speler bij Leicester City             | Als speler bij Leicester City             |
| ----------------------------------------- | ----------------------------------------- | ----------------------------------------- | ----------------------------------------- | ----------------------------------------- | ----------------------------------------- | ----------------------------------------- |
| 1                                         | 4 juni 2022                               | Hongarije – Engeland                      | 1 – 0                                     | Nations League 2022/23                    |                                           |                                           |

Bijgewerkt op 7 mei 2025.

## Erelijst
| Competitie     |            |            |            |            |
| Competitie     | Aantal     | Jaren      |            |            |
| Luton Town     | Luton Town | Luton Town | Luton Town | Luton Town |
| -------------- | ---------- | ---------- | ---------- | ---------- |
| League One     | 1          | 2018/19    |            |            |
| Leicester City |            |            |            |            |
| Championship   | 1          | 2023/24    |            |            |
| FA Cup         | 1          | 2020/21    |            |            |